# Australian Open de 2015 - Dia a dia
Estes foram os jogos realizados nas quadras mais importantes a partir do primeiro dia das chaves principais.
Células em lavanda indicam sessão noturna.

## Dia 1 (19 de janeiro)
- Cabeças de chave eliminados:
  - Simples masculino:  Ernests Gulbis [11],  Tommy Robredo [15]
  - Simples feminino:  Ana Ivanović [5],  Angelique Kerber [9],  Lucie Šafářová [16],  Carla Suárez Navarro [17],  Anastasia Pavlyuchenkova [23],  Svetlana Kuznetsova [27],  Sabine Lisicki [28],  Belinda Bencic [32]

Ordem dos jogos:
| Rod Laver Arena             | Rod Laver Arena      | Rod Laver Arena      | Rod Laver Arena           |
| Evento                      | Vencedor(a)/(es/as)  | Derrotado(a)/(os/as) | Resultado                 |
| --------------------------- | -------------------- | -------------------- | ------------------------- |
| Simples feminino – 1ª fase  | Simona Halep [3]     | Karin Knapp          | 6–3, 6–2                  |
| Simples feminino – 1ª fase  | Lucie Hradecká [Q]   | Ana Ivanović [5]     | 1–6, 6–3, 6–2             |
| Simples masculino – 1ª fase | Rafael Nadal [3]     | Mikhail Youzhny      | 6–3, 6–2, 6–2             |
| Simples masculino – 1ª fase | Roger Federer [2]    | Lu Yen-hsun          | 6–4, 6–2, 7–5             |
| Simples feminino – 1ª fase  | Maria Sharapova [2]  | Petra Martić [Q]     | 6–4, 6–1                  |
| Margaret Court Arena        |                      |                      |                           |
| Evento                      | Vencedor(a)/(es/as)  | Derrotado(a)/(os/as) | Resultado                 |
| Simples feminino – 1ª fase  | Jarmila Gajdošová    | Alexandra Dulgheru   | 6–3, 6–4                  |
| Simples masculino – 1ª fase | Andy Murray [6]      | Yuki Bhambri [Q]     | 6–3, 6–4, 7–63            |
| Simples feminino – 1ª fase  | Irina-Camelia Begu   | Angelique Kerber [9] | 6–4, 0–6, 6–1             |
| Simples feminino – 1ª fase  | Eugenie Bouchard [7] | Anna-Lena Friedsam   | 6–2, 6–4                  |
| Simples masculino – 1ª fase | Nick Kyrgios         | Federico Delbonis    | 7–62, 3–6, 6–3, 56–7, 6–3 |
| Hisense Arena               |                      |                      |                           |
| Evento                      | Vencedor(a)/(es/as)  | Derrotado(a)/(os/as) | Resultado                 |
| Simples feminino – 1ª fase  | Julia Görges         | Belinda Bencic [32]  | 6–2, 6–1                  |
| Simples feminino – 1ª fase  | Kristina Mladenovic  | Sabine Lisicki [28]  | 4–6, 6–4, 6–2             |
| Simples masculino – 1ª fase | Bernard Tomic        | Tobias Kamke         | 7–5, 16–7, 6–3, 6–2       |
| Simples masculino – 1ª fase | Sam Groth            | Filip Krajinović     | 6–3, 7–64, 6–4            |

## Dia 2 (20 de janeiro)
- Cabeças de chave eliminados:
  - Simples masculino:  Fabio Fognini [16],  Alexandr Dolgopolov [21],  Julien Benneteau [25],  Pablo Cuevas [27]
  - Simples feminino:  Flavia Pennetta [12],  Andrea Petkovic [13],  Jelena Janković [15]

Ordem dos jogos:
| Rod Laver Arena             | Rod Laver Arena        | Rod Laver Arena         | Rod Laver Arena           |
| Evento                      | Vencedor(a)/(es/as)    | Derrotado(a)/(os/as)    | Resultado                 |
| --------------------------- | ---------------------- | ----------------------- | ------------------------- |
| Simples feminino – 1ª fase  | Samantha Stosur [20]   | Monica Niculescu        | 6–4, 6–1                  |
| Simples masculino – 1ª fase | Stan Wawrinka [4]      | Marsel İlhan            | 6–1, 6–4, 6–2             |
| Simples masculino – 1ª fase | Novak Djokovic [1]     | Aljaž Bedene [Q]        | 6–3, 6–2, 6–4             |
| Simples masculino – 1ª fase | Lleyton Hewitt         | Zhang Ze [WC]           | 6–3, 1–6, 6–0, 6–4        |
| Simples feminino – 1ª fase  | Ajla Tomljanović       | Shelby Rogers           | 4–6, 6–4, 6–0             |
| Margaret Court Arena        |                        |                         |                           |
| Evento                      | Vencedor(a)/(es/as)    | Derrotado(a)/(os/as)    | Resultado                 |
| Simples masculino – 1ª fase | Kei Nishikori [5]      | Nicolás Almagro         | 6–4, 7–61, 6–2            |
| Simples feminino – 1ª fase  | Caroline Wozniacki [8] | Taylor Townsend         | 7–61, 6–2                 |
| Simples feminino – 1ª fase  | Casey Dellacqua [29]   | Yvonne Meusburger       | 6–4, 6–0                  |
| Simples feminino – 1ª fase  | Serena Williams [1]    | Alison Van Uytvanck     | 6–0, 6–4                  |
| Simples masculino – 1ª fase | Gaël Monfils [17]      | Lucas Pouille [WC]      | 3 6–7, 3–6, 6–4, 6–1, 6–4 |
| Hisense Arena               |                        |                         |                           |
| Evento                      | Vencedor(a)/(es/as)    | Derrotado(a)/(os/as)    | Resultado                 |
| Simples feminino – 1ª fase  | Victoria Azarenka      | Sloane Stephens         | 6–3, 6–2                  |
| Simples masculino – 1ª fase | Milos Raonic [8]       | Illya Marchenko [Q]     | 7–63, 7–63, 6–3           |
| Simples feminino – 1ª fase  | Petra Kvitová [4]      | Richèl Hogenkamp [Q]    | 6–1, 6–4                  |
| Simples feminino – 1ª fase  | Venus Williams [18]    | María Teresa Torró Flor | 6–2, 6–2                  |
| Simples masculino – 1ª fase | Vasek Pospisil         | Sam Querrey             | 6–3, 56–7, 2–6, 6–4, 6–4  |

## Dia 3 (21 de janeiro)
- Cabeças de chave eliminados:
  - Simples masculino:  David Goffin [20],  Philipp Kohlschreiber, [22]  Ivo Karlović [23],  Leonardo Mayer [26],  Lukáš Rosol [28],  Jérémy Chardy [29],  Martin Kližan [32]
  - Duplas masculinas:  Marcel Granollers /  Marc López [3],  Marin Draganja /  Henri Kontinen [15]
  - Duplas femininas:  Chan Hao-ching /  Květa Peschke [8]

Ordem dos jogos:
| Rod Laver Arena             | Rod Laver Arena         | Rod Laver Arena            | Rod Laver Arena          |
| Evento                      | Vencedor(a)/(es/as)     | Derrotado(a)/(os/as)       | Resultado                |
| --------------------------- | ----------------------- | -------------------------- | ------------------------ |
| Simples feminino – 2ª fase  | Ekaterina Makarova [10] | Roberta Vinci              | 6–2, 6–4                 |
| Simples feminino – 2ª fase  | Maria Sharapova [2]     | Alexandra Panova [Q]       | 6–1, 4–6, 7–5            |
| Simples masculino – 2ª fase | Roger Federer [2]       | Simone Bolelli             | 3–6, 6–3, 6–2, 6–2       |
| Simples masculino – 2ª fase | Rafael Nadal [3]        | Tim Smyczek [Q]            | 6–2, 3–6, 26–7, 6–3, 7–5 |
| Simples feminino – 2ª fase  | Simona Halep [3]        | Jarmila Gajdošová          | 6–2, 6–2                 |
| Margaret Court Arena        |                         |                            |                          |
| Evento                      | Vencedor(a)/(es/as)     | Derrotado(a)/(os/as)       | Resultado                |
| Simples feminino – 2ª fase  | Julia Görges            | Klára Koukalová            | 6–3, 4–6, 6–2            |
| Simples masculino – 2ª fase | Andy Murray [6]         | Marinko Matosevic          | 6–1, 6–3, 6–2            |
| Simples feminino – 2ª fase  | Sara Errani [14]        | Silvia Soler Espinosa      | 7–63, 6–3                |
| Simples feminino – 2ª fase  | Eugenie Bouchard [7]    | Kiki Bertens               | 6–0, 6–3                 |
| Simples masculino – 2ª fase | Bernard Tomic           | Philipp Kohlschreiber [22] | 56–7, 6–4, 7–66, 7–65    |
| Hisense Arena               |                         |                            |                          |
| Evento                      | Vencedor(a)/(es/as)     | Derrotado(a)/(os/as)       | Resultado                |
| Simples feminino – 2ª fase  | Peng Shuai [21]         | Magdalena Rybáriková       | 6–1, 6–1                 |
| Simples feminino – 2ª fase  | Karolína Plíšková [22]  | Océane Dodin [WC]          | 7–5, 5–7, 6–4            |
| Simples masculino – 2ª fase | Grigor Dimitrov [10]    | Lukáš Lacko                | 6–3, 106–7, 6–3, 6–3     |
| Simples masculino – 2ª fase | Sam Groth               | Thanasi Kokkinakis [WC]    | 3–6, 6–3, 7–5, 3–6, 6–1  |

## Dia 4 (22 de janeiro)
- Cabeças de chave eliminados:
  - Simples masculino:  Roberto Bautista Agut [13],  Gael Monfils [17],  Santiago Giraldo [30]
  - Simples feminino:  Caroline Wozniacki [8],  Samantha Stosur [20],  Casey Dellacqua [29]

Ordem dos jogos:
| Rod Laver Arena             | Rod Laver Arena            | Rod Laver Arena                        | Rod Laver Arena          |
| Evento                      | Vencedor(a)/(es/as)        | Derrotado(a)/(os/as)                   | Resultado                |
| --------------------------- | -------------------------- | -------------------------------------- | ------------------------ |
| Simples feminino – 2ª fase  | Agnieszka Radwańska [6]    | Johanna Larsson                        | 6–0, 6–1                 |
| Simples feminino – 2ª fase  | Serena Williams [1]        | Vera Zvonareva [PR]                    | 7–5, 6–0                 |
| Simples masculino – 2ª fase | Novak Djokovic [1]         | Andrey Kuznetsov                       | 6–0, 6–1, 6–4            |
| Duplas masculinas – 1ª fase | Feliciano López Max Mirnyi | James Duckworth [WC] Luke Saville [WC] | 7–61, 56–7, 6–2          |
| Simples masculino – 2ª fase | Benjamin Becker            | Lleyton Hewitt                         | 2–6, 1–6, 6–3, 6–4, 6–2  |
| Simples feminino – 2ª fase  | Coco Vandeweghe            | Samantha Stosur [20]                   | 6–4, 6–4                 |
| Margaret Court Arena        |                            |                                        |                          |
| Evento                      | Vencedor(a)/(es/as)        | Derrotado(a)/(os/as)                   | Resultado                |
| Simples feminino – 2ª fase  | Venus Williams [18]        | Lauren Davis                           | 6–2, 6–3                 |
| Simples masculino – 2ª fase | Stan Wawrinka [4]          | Marius Copil [Q]                       | 7–64, 7–64, 6–3          |
| Simples feminino – 2ª fase  | Madison Keys               | Casey Dellacqua [29]                   | 2–6, 6–1, 6–1            |
| Simples feminino – 2ª fase  | Victoria Azarenka          | Caroline Wozniacki [8]                 | 6–4, 6–2                 |
| Simples masculino – 2ª fase | Milos Raonic [8]           | Donald Young                           | 6–4, 7–63, 6–3           |
| Hisense Arena               |                            |                                        |                          |
| Evento                      | Vencedor(a)/(es/as)        | Derrotado(a)/(os/as)                   | Resultado                |
| Simples masculino – 2ª fase | Kei Nishikori [5]          | Ivan Dodig                             | 4–6, 7–5, 6–2, 7–60      |
| Simples feminino – 2ª fase  | Dominika Cibulková [11]    | Tsvetana Pironkova                     | 6–2, 6–0                 |
| Simples feminino – 2ª fase  | Petra Kvitová [4]          | Mona Barthel                           | 6–2, 6–4                 |
| Simples masculino – 2ª fase | Jerzy Janowicz             | Gael Monfils [17]                      | 6–4, 1–6, 36–7, 6–3, 6–3 |

## Dia 5 (23 de janeiro)
- Cabeças de chave eliminados:
  - Simples masculino:  Roger Federer [2],  Richard Gasquet [24]
  - Simples feminino:  Sara Errani [14],  Karolína Plíšková [22],  Zarina Diyas [31]
  - Duplas masculinas:  Rohan Bopanna /  Daniel Nestor [7],  Raven Klaasen /  Leander Paes [10],  Julian Knowle /  Vasek Pospisil [13]
  - Duplas femininas:  Hsieh Su-wei /  Sania Mirza [2],  Garbiñe Muguruza /  Carla Suárez Navarro [6],  Kimiko Date-Krumm /  Casey Dellacqua [15]

Ordem dos jogos:
| Rod Laver Arena             | Rod Laver Arena                        | Rod Laver Arena                | Rod Laver Arena      |
| Evento                      | Vencedor(a)/(es/as)                    | Derrotado(a)/(os/as)           | Resultado            |
| --------------------------- | -------------------------------------- | ------------------------------ | -------------------- |
| Simples feminino – 3ª fase  | Julia Görges                           | Lucie Hradecká [Q]             | 7–66, 7–5            |
| Simples feminino – 3ª fase  | Eugenie Bouchard [7]                   | Caroline Garcia                | 7–5, 6–0             |
| Simples masculino – 3ª fase | Andreas Seppi                          | Roger Federer [2]              | 6–4, 7–65, 4–6, 7–65 |
| Simples feminino – 3ª fase  | Maria Sharapova [2]                    | Zarina Diyas [31]              | 6–1, 6–1             |
| Simples masculino – 3ª fase | Rafael Nadal [3]                       | Dudi Sela                      | 6–1, 6–0, 7–5        |
| Margaret Court Arena        |                                        |                                |                      |
| Evento                      | Vencedor(a)/(es/as)                    | Derrotado(a)/(os/as)           | Resultado            |
| Simples feminino – 3ª fase  | Ekaterina Makarova [10]                | Karolína Plíšková [22]         | 6–4, 6–4             |
| Simples masculino – 3ª fase | Tomáš Berdych [7]                      | Viktor Troicki                 | 6–4, 6–3, 6–4        |
| Simples feminino – 3ª fase  | Simona Halep [3]                       | Bethanie Mattek-Sands [PR]     | 6–4, 7–5             |
| Simples masculino – 3ª fase | Nick Kyrgios                           | Malek Jaziri                   | 6–4, 7–66, 6–1       |
| Duplas femininas – 2ª fase  | Martina Hingis [4] Flavia Pennetta [4] | Daniela Hantuchová Karin Knapp | 6–3, 56–7, 6–2       |
| Hisense Arena               |                                        |                                |                      |
| Evento                      | Vencedor(a)/(es/as)                    | Derrotado(a)/(os/as)           | Resultado            |
| Simples feminino – 3ª fase  | Yanina Wickmayer                       | Sara Errani [14]               | 4–6, 6–4, 6–3        |
| Simples feminino – 3ª fase  | Irina-Camelia Begu                     | Carina Witthöft                | 6–4, 6–4             |
| Simples masculino – 3ª fase | Andy Murray [6]                        | João Sousa                     | 6–1, 6–1, 7–5        |
| Simples masculino – 3ª fase | Bernard Tomic                          | Sam Groth                      | 6–4, 7–68, 6–3       |

## Dia 6 (24 de janeiro)
- Cabeças de chave eliminados:
  - Simples masculino:  Gilles Simon [18],  John Isner [19],  Fernando Verdasco [31]
  - Simples feminino:  Petra Kvitová [4],  Alizé Cornet [19],  Barbora Záhlavová-Strýcová [25],  Elina Svitolina [26],  Varvara Lepchenko [30]
  - Duplas masculinas:  Alexander Peya /  Bruno Soares [5],  Robert Lindstedt /  Marcin Matkowski [9],  Juan Sebastián Cabal /  Robert Farah [11]
  - Duplas femininas:  Tímea Babos /  Kristina Mladenovic [10],  Anabel Medina Garrigues /  Yaroslava Shvedova [11]
  - Duplas mistas:  Yaroslava Shvedova /  Nenad Zimonjić [6]

Ordem dos jogos:
| Rod Laver Arena             | Rod Laver Arena              | Rod Laver Arena                 | Rod Laver Arena     |
| Evento                      | Vencedor(a)/(es/as)          | Derrotado(a)/(os/as)            | Resultado           |
| --------------------------- | ---------------------------- | ------------------------------- | ------------------- |
| Simples feminino – 3ª fase  | Agnieszka Radwańska [6]      | Varvara Lepchenko [30]          | 6–0, 7–5            |
| Simples feminino – 3ª fase  | Serena Williams [1]          | Elina Svitolina [26]            | 4–6, 6–2, 6–0       |
| Simples masculino – 3ª fase | Stan Wawrinka [4]            | Jarkko Nieminen                 | 6–4, 6–2, 6–4       |
| Simples masculino – 3ª fase | Novak Djokovic [1]           | Fernando Verdasco [31]          | 7–68, 6–3, 6–4      |
| Simples feminino – 3ª fase  | Madison Keys                 | Petra Kvitová [4]               | 6–4, 7–5            |
| Margaret Court Arena        |                              |                                 |                     |
| Evento                      | Vencedor(a)/(es/as)          | Derrotado(a)/(os/as)            | Resultado           |
| Simples feminino – 3ª fase  | Venus Williams [18]          | Camila Giorgi                   | 4–6, 7–63, 6–1      |
| Simples masculino – 3ª fase | Feliciano López [12]         | Jerzy Janowicz                  | 7–66, 6–4, 7–63     |
| Simples feminino – 3ª fase  | Victoria Azarenka            | Barbora Záhlavová-Strýcová [25] | 6–4, 6–4            |
| Simples masculino – 3ª fase | David Ferrer [9]             | Gilles Simon [18]               | 6–2, 7–5, 5–7, 7–64 |
| Duplas masculinas – 2ª fase | Bob Bryan [1] Mike Bryan [1] | Carlos Berlocq Leonardo Mayer   | 5–7, 6–3, 6–1       |
| Hisense Arena               |                              |                                 |                     |
| Evento                      | Vencedor(a)/(es/as)          | Derrotado(a)/(os/as)            | Resultado           |
| Simples feminino – 3ª fase  | Garbiñe Muguruza [24]        | Timea Bacsinszky                | 6–3, 4–6, 6–0       |
| Simples masculino – 3ª fase | Milos Raonic [8]             | Benjamin Becker                 | 6–4, 6–3, 6–3       |
| Simples feminino – 3ª fase  | Madison Brengle              | Coco Vandeweghe                 | 6–3, 6–2            |
| Simples masculino – 3ª fase | Kei Nishikori [5]            | Steve Johnson                   | 76–7, 6–1, 6–2, 6–3 |

## Dia 7 (25 de janeiro)
- Cabeças de chave eliminados:
  - Simples masculino:  Grigor Dimitrov [10],  Kevin Anderson [14]
  - Simples feminino:  Peng Shuai [21]
  - Duplas masculinas:  Aisam-ul-Haq Qureshi /  Nenad Zimonjić [8]
  - Duplas femininas:  Andrea Hlaváčková /  Lucie Hradecká [9],  Alla Kudryavtseva /  Anastasia Pavlyuchenkova [12]
  - Duplas mistas:  Květa Peschke /  Marcin Matkowski [8]

Ordem dos jogos:
| Rod Laver Arena             | Rod Laver Arena                          | Rod Laver Arena                        | Rod Laver Arena          |
| Evento                      | Vencedor(a)/(es/as)                      | Derrotado(a)/(os/as)                   | Resultado                |
| --------------------------- | ---------------------------------------- | -------------------------------------- | ------------------------ |
| Simples feminino – 4ª fase  | Eugenie Bouchard [7]                     | Irina-Camelia Begu                     | 6–1, 5–7, 6–2            |
| Simples feminino – 4ª fase  | Maria Sharapova [2]                      | Peng Shuai [21]                        | 6–3, 6–0                 |
| Simples masculino – 4ª fase | Rafael Nadal [3]                         | Kevin Anderson [14]                    | 7–5, 6–1, 6–4            |
| Simples feminino – 4ª fase  | Simona Halep [3]                         | Yanina Wickmayer                       | 6–4, 6–2                 |
| Simples masculino – 4ª fase | Andy Murray [6]                          | Grigor Dimitrov [10]                   | 6–4, 56–7, 6–3, 7–5      |
| Margaret Court Arena        |                                          |                                        |                          |
| Evento                      | Vencedor(a)/(es/as)                      | Derrotado(a)/(os/as)                   | Resultado                |
| Duplas femininas – 3ª fase  | Kiki Bertens [Alt] Johanna Larsson [Alt] | Svetlana Kuznetsova Samantha Stosur    | 7–65, 6–3                |
| Simples feminino – 4ª fase  | Ekaterina Makarova [10]                  | Julia Görges                           | 6–3, 6–2                 |
| Simples masculino – 4ª fase | Tomáš Berdych [7]                        | Bernard Tomic                          | 6–2, 7–63, 6–2           |
| Duplas mistas – 1ª fase     | Lisa Raymond Robert Lindstedt            | Anastasia Rodionova Robert Farah       | 6–3, 6–2                 |
| Hisense Arena               |                                          |                                        |                          |
| Evento                      | Vencedor(a)/(es/as)                      | Derrotado(a)/(os/as)                   | Resultado                |
| Duplas masculinas lendárias | Wayne Arthurs Pat Cash                   | Goran Ivanišević Ivan Ljubičić         | 4–1, 4–3, 1–4, 4–2       |
| Duplas masculinas – 3ª fase | Pablo Cuevas David Marrero               | Alex Bolt [WC] Andrew Whittington [WC] | 7–67, 7–63               |
| Duplas mistas – 1ª fase     | Casey Dellacqua [WC] John Peers [WC]     | Květa Peschke [8] Marcin Matkowski [8] | 7–5, 6–4                 |
| Duplas – Exibição           | Maverick Banes Gavin Van Peperzeel       | Luke Saville Jeremy Beale              | 4–3(5–4), 1–4            |
| Simples masculino – 4ª fase | Nick Kyrgios                             | Andreas Seppi                          | 5–7, 4–6, 6–3, 7–65, 8–6 |

## Dia 8 (26 de janeiro)
- Cabeças de chave eliminados:
  - Simples masculino:  David Ferrer [9],  Feliciano López [12]
  - Simples feminino:  Agnieszka Radwańska [6],  Garbiñe Muguruza [24]
  - Duplas masculinas:  Bob Bryan /  Mike Bryan [1],  Eric Butorac /  Samuel Groth [12],  Jamie Murray /  John Peers [16]
  - Duplas femininas:  Sara Errani /  Roberta Vinci [1],  Martina Hingis /  Flavia Pennetta [4],  Caroline Garcia /  Katarina Srebotnik [7]

Ordem dos jogos:
| Rod Laver Arena             | Rod Laver Arena                        | Rod Laver Arena                        | Rod Laver Arena                   |
| Evento                      | Vencedor(a)/(es/as)                    | Derrotado(a)/(os/as)                   | Resultado                         |
| --------------------------- | -------------------------------------- | -------------------------------------- | --------------------------------- |
| Simples feminino – 4ª fase  | Dominika Cibulková [11]                | Victoria Azarenka                      | 6–2, 3–6, 6–3                     |
| Simples feminino – 4ª fase  | Serena Williams [1]                    | Garbiñe Muguruza [24]                  | 2–6, 6–3, 6–2                     |
| Simples masculino – 4ª fase | Kei Nishikori [5]                      | David Ferrer [9]                       | 6–3, 6–3, 6–3                     |
| Simples feminino – 4ª fase  | Venus Williams [18]                    | Agnieszka Radwańska [6]                | 6–3, 2–6, 6–1                     |
| Simples masculino – 4ª fase | Novak Djokovic [1]                     | Gilles Müller                          | 6–4, 7–5, 7–5                     |
| Margaret Court Arena        |                                        |                                        |                                   |
| Evento                      | Vencedor(a)/(es/as)                    | Derrotado(a)/(os/as)                   | Resultado                         |
| Duplas masculinas lendárias | Jonas Björkman Thomas Johansson        | Todd Woodbridge Mark Woodforde         | 4–3(5–2), 4–1, (4–6)3–4, 4–3(5–0) |
| Simples masculino – 4ª fase | Stan Wawrinka [4]                      | Guillermo García-López                 | 7–62, 6–4, 4–6, 7–68              |
| Simples feminino – 4ª fase  | Madison Keys                           | Madison Brengle                        | 6–2, 6–4                          |
| Hisense Arena               |                                        |                                        |                                   |
| Evento                      | Vencedor(a)/(es/as)                    | Derrotado(a)/(os/as)                   | Resultado                         |
| Duplas masculinas – 3ª fase | Jean-Julien Rojer [6] Horia Tecău [6]  | Eric Butorac [12] Samuel Groth [12]    | 3–6, 7–5, 7–65                    |
| Duplas femininas – 3ª fase  | Chan Yung-jan [14] Zheng Jie [14]      | Martina Hingis [4] Flavia Pennetta [4] | 6–3, 6–3                          |
| Duplas masculinas – 3ª fase | Dominic Inglot [14] Florin Mergea [14] | Bob Bryan [1] Mike Bryan [1]           | 7–64, 6–3                         |
| Simples masculino – 4ª fase | Milos Raonic [8]                       | Feliciano López [12]                   | 6–4, 4–6, 6–3, 76–7, 6–3          |

## Dia 9 (27 de janeiro)
- Cabeças de chave eliminados:
  - Simples masculino:  Rafael Nadal [3]
  - Simples feminino:  Simona Halep [3],  Eugenie Bouchard [7]
  - Duplas masculinas:  Julien Benneteau /  Édouard Roger-Vasselin [2]
  - Duplas femininas:  Ekaterina Makarova /  Elena Vesnina [3],  Raquel Kops-Jones /  Abigail Spears [5]

Ordem dos jogos:
| Rod Laver Arena                      | Rod Laver Arena                            | Rod Laver Arena                                 | Rod Laver Arena  |
| Evento                               | Vencedor(a)/(es/as)                        | Derrotado(a)/(os/as)                            | Resultado        |
| ------------------------------------ | ------------------------------------------ | ----------------------------------------------- | ---------------- |
| Simples feminino – Quartas de final  | Ekaterina Makarova [10]                    | Simona Halep [3]                                | 6–4, 6–0         |
| Simples feminino – Quartas de final  | Maria Sharapova [2]                        | Eugenie Bouchard [7]                            | 6–3, 6–2         |
| Simples masculino – Quartas de final | Tomáš Berdych [7]                          | Rafael Nadal [3]                                | 6–2, 6–0, 7–65   |
| Duplas – Exibição                    | Todd Woodbridge Mark Woodforde             | Jonas Björkman Thomas Johansson                 | 4–2              |
| Simples masculino – Quartas de final | Andy Murray [6]                            | Nick Kyrgios                                    | 6–3, 7–65, 6–3   |
| Duplas mistas – 2ª fase              | Casey Dellacqua [WC] John Peers [WC]       | Andreja Klepač [WC] Chris Guccione [WC]         | 3–6, 6–3, [10–5] |
| Margaret Court Arena                 |                                            |                                                 |                  |
| Evento                               | Vencedor(a)/(es/as)                        | Derrotado(a)/(os/as)                            | Resultado        |
| Duplas masculinas – Quartas de final | Pierre-Hugues Herbert Nicolas Mahut        | Julien Benneteau [2] Édouard Roger-Vasselin [2] | 7–65, 3–6, 6–3   |
| Duplas femininas – Quartas de final  | Julia Görges [16] Anna-Lena Grönefeld [16] | Kiki Bertens [Alt] Johanna Larsson [Alt]        | 6–2, 7–5         |
| Duplas femininas – Quartas de final  | Chan Yung-jan [14] Zheng Jie [14]          | Klaudia Jans-Ignacik Andreja Klepač             | 6–1, 6–2         |
| Duplas mistas – 2ª fase              | Kristina Mladenovic [3] Daniel Nestor [3]  | Michaëlla Krajicek Florin Mergea                | 6–4, 7–5         |

## Dia 10 (28 de janeiro)
- Cabeças de chave eliminados:
  - Simples masculino:  Kei Nishikori [5],  Milos Raonic [8]
  - Simples feminino:  Dominika Cibulková [11],  Venus Williams [18]
  - Duplas masculinas:  Dominic Inglot /  Florin Mergea [14]
  - Duplas femininas:  Michaëlla Krajicek /  Barbora Záhlavová-Strýcová [13],  Julia Görges /  Anna-Lena Grönefeld [16]
  - Duplas mistas:  Andrea Hlaváčková /  Alexander Peya [4]

Ordem dos jogos:
| Rod Laver Arena                      | Rod Laver Arena                     | Rod Laver Arena                                         | Rod Laver Arena |
| Evento                               | Vencedor(a)/(es/as)                 | Derrotado(a)/(os/as)                                    | Resultado       |
| ------------------------------------ | ----------------------------------- | ------------------------------------------------------- | --------------- |
| Simples feminino – Quartas de final  | Madison Keys                        | Venus Williams [18]                                     | 6–3, 4–6, 6–4   |
| Simples feminino – Quartas de final  | Serena Williams [1]                 | Dominika Cibulková [11]                                 | 6–2, 6–2        |
| Simples masculino – Quartas de final | Stan Wawrinka [4]                   | Kei Nishikori [5]                                       | 6–3, 6–4, 7–66  |
| Simples masculino – Quartas de final | Novak Djokovic [1]                  | Milos Raonic [8]                                        | 7-65, 6-4, 6-2  |
| Duplas mistas – Quartas de final     | Martina Hingis [7] Leander Paes [7] | Andrea Hlaváčková [4] Alexander Peya [4]                | 6–3, 6–1        |
| Margaret Court Arena                 |                                     |                                                         |                 |
| Evento                               | Vencedor(a)/(es/as)                 | Derrotado(a)/(os/as)                                    | Resultado       |
| Duplas masculinas – Quartas de final | Simone Bolelli Fabio Fognini        | Pablo Cuevas David Marrero                              | 7–65, 7–65      |
| Duplas femininas – Semifinais        | Chan Yung-jan [14] Zheng Jie [14]   | Michaëlla Krajicek [13] Barbora Záhlavová-Strýcová [13] | 6–3, 6–2        |

## Dia 11 (29 de janeiro)
- Cabeças de chave eliminados:
  - Simples masculino:  Tomáš Berdych [7]
  - Simples feminino:  Ekaterina Makarova [10]
  - Duplas masculinas:  Ivan Dodig /  Marcelo Melo [4],  Jean-Julien Rojer /  Horia Tecău [6]
  - Duplas mistas:  Katarina Srebotnik /  Marcelo Melo [2],  Cara Black /  Juan Sebastián Cabal [5]

Ordem dos jogos:
| Rod Laver Arena                  | Rod Laver Arena                           | Rod Laver Arena                         | Rod Laver Arena                        |
| Evento                           | Vencedor(a)/(es/as)                       | Derrotado(a)/(os/as)                    | Resultado                              |
| -------------------------------- | ----------------------------------------- | --------------------------------------- | -------------------------------------- |
| Duplas masculinas – Semifinais   | Simone Bolelli Fabio Fognini              | Jean-Julien Rojer [6] Horia Tecău [6]   | 6–4, 3–6, 6–3                          |
| Simples feminino – Semifinais    | Maria Sharapova [2]                       | Ekaterina Makarova [10]                 | 6–3, 6–2                               |
| Simples feminino – Semifinais    | Serena Williams [1]                       | Madison Keys                            | 7–65, 6–2                              |
| Simples masculino – Semifinais   | Andy Murray [6]                           | Tomáš Berdych [7]                       | 66–7, 6–0, 6–3, 7–5                    |
| Duplas – Exibição                | Jonas Björkman Pat Cash                   | Henri Leconte Mark Philippoussis        | 4–2, 4–2                               |
| Margaret Court Arena             |                                           |                                         |                                        |
| Evento                           | Vencedor(a)/(es/as)                       | Derrotado(a)/(os/as)                    | Resultado                              |
| Duplas masculinas – Semifinais   | Pierre-Hugues Herbert Nicolas Mahut       | Ivan Dodig [4] Marcelo Melo [4]         | 6–4, 56–7, 7–65                        |
| Duplas masculinas lendárias      | Jonas Björkman Thomas Johansson           | Michael Chang Wayne Ferreira            | (3–5)3–4, 4–2, (4–6)3–4, 4–2, 4–3(5–2) |
| Duplas mistas – Quartas de final | Kristina Mladenovic [3] Daniel Nestor [3] | Cara Black [5] Juan Sebastián Cabal [5] | 6–2, 6–3                               |
| Duplas mistas – Quartas de final | Hsieh Su-wei Pablo Cuevas                 | Katarina Srebotnik [2] Marcelo Melo [2] | 6–1, 6–2                               |

## Dia 12 (30 de janeiro)
- Cabeças de chave eliminados:
  - Simples masculino:  Stan Wawrinka [4]
  - Duplas femininas:  Chan Yung-jan /  Zheng Jie [14]
  - Duplas mistas:  Sania Mirza /  Bruno Soares [1]

Ordem dos jogos:
| Rod Laver Arena                | Rod Laver Arena                                | Rod Laver Arena                   | Rod Laver Arena          |
| Evento                         | Vencedor(a)/(es/as)                            | Derrotado(a)/(os/as)              | Resultado                |
| ------------------------------ | ---------------------------------------------- | --------------------------------- | ------------------------ |
| Duplas mistas – Semifinais     | Martina Hingis [7] Leander Paes [7]            | Hsieh Su-wei Pablo Cuevas         | 7–5, 6–4                 |
| Duplas femininas – Final       | Bethanie Mattek-Sands [PR] Lucie Šafářová [PR] | Chan Yung-jan [14] Zheng Jie [14] | 6–4, 7–65                |
| Simples masculino – Semifinais | Novak Djokovic [1]                             | Stan Wawrinka [4]                 | 7–61, 3–6, 6–4, 4–6, 6–0 |
| Margaret Court Arena           |                                                |                                   |                          |
| Evento                         | Vencedor(a)/(es/as)                            | Derrotado(a)/(os/as)              | Resultado                |
| Duplas masculinas lendárias    | Jonas Björkman Thomas Johansson                | Thomas Enqvist Mats Wilander      | (4–6)3–4, 4–2, 4–2, 4–2  |
| Duplas mistas – Semifinais     | Kristina Mladenovic [3] Daniel Nestor [3]      | Sania Mirza [1] Bruno Soares [1]  | 3–6, 6–2, [10–8]         |

## Dia 13 (31 de janeiro)
- Cabeça de chave eliminado:
  - Simples feminino:  Maria Sharapova [2]

Ordem dos jogos:
| Rod Laver Arena                   | Rod Laver Arena              | Rod Laver Arena                     | Rod Laver Arena |
| Evento                            | Vencedor(a)/(es/as)          | Derrotado(a)/(os/as)                | Resultado       |
| --------------------------------- | ---------------------------- | ----------------------------------- | --------------- |
| Simples feminino juvenil – Final  | Tereza Mihalíková            | Katie Swan [14]                     | 6–1, 6–4        |
| Simples masculino juvenil – Final | Roman Safiullin [1]          | Hong Seong-chan [7]                 | 7–5, 7–62       |
| Simples feminino – Final          | Serena Williams [1]          | Maria Sharapova [2]                 | 6–3, 7–65       |
| Duplas masculinas – Final         | Simone Bolelli Fabio Fognini | Pierre-Hugues Herbert Nicolas Mahut | 6–4, 6–4        |

## Dia 14 (1º de fevereiro)
- Cabeças de chave eliminados:
  - Simples masculino:  Andy Murray [6]
  - Duplas mistas:  Kristina Mladenovic /  Daniel Nestor [3]

Ordem dos jogos:
| Rod Laver Arena           | Rod Laver Arena                     | Rod Laver Arena                           | Rod Laver Arena      |
| Evento                    | Vencedor(a)/(es/as)                 | Derrotado(a)/(os/as)                      | Resultado            |
| ------------------------- | ----------------------------------- | ----------------------------------------- | -------------------- |
| Duplas mistas – Final     | Martina Hingis [7] Leander Paes [7] | Kristina Mladenovic [3] Daniel Nestor [3] | 6–4, 6–3             |
| Simples masculino – Final | Novak Djokovic [1]                  | Andy Murray [6]                           | 7–65, 46–7, 6–3, 6–0 |